# Europatoppen
Europatoppen var en topplista som arrangerades av Europeiska radio- och TV-unionen under 1970- och 80-talen. Arrangör för det svenska deltagandet var Sveriges Radio. 1 200 ungdomar i sex länder utrustades med mentometrar och fick rösta på bidrag från de olika länderna. Deltagande länder var bl.a. Spanien, Norge, Danmark, Sverige, Västtyskland och Irland.
En av de svenska vinnarna var Paul Paljett 1977 med låten "You Can Dance". Boney M från Västtyskland med Ma Baker blev sexa i samma omröstning. En annan svensk vinnare från 1979 var Eddie Meduza med låten Yea Yea Yea. I Storbritannien var Colin Berry presentatör, Bengt Grafström var dito i Sverige.